# 山川俊和
山川 俊和（やまかわ としかず、1981年 - ）は、日本の経済学者。
専門は環境経済学、国際政治経済学。学位は、経済学博士（一橋大学・2009年）。
現在は桃山学院大学経済学部教授。

## 経歴
愛知県知多市生まれ。1999年3月青森県立青森南高等学校卒業後、2003年3月高崎経済大学経済学部経済学科卒業。
2005年3月一橋大学大学院経済学研究科修士課程修了後、2009年6月同大学院博士後期課程修了。
2009年7月一橋大学大学院経済学研究科特任講師、2011年4月下関市立大学経済学部准教授。2020年4月大阪産業大学経済学部・同大学院経済学研究科准教授、2021年4月同大学・同大学院教授。2023年4月から現職。

## 所属学会
- 日本国際経済学会
- 環境経済・政策学会（理事:2022年4月 - ）
- 経済理論学会
- 国際政治学会
- 地域デザイン学会

## 著書・共著
- 山川俊和(2008)「GM 産品への EU ラベリング政策の評価をめぐって——貿易摩擦から"新しい環境アカウンタビリティ"へ」高崎経済大学産業研究所編『サステイナブル社会とアメニティ』第 9 章、日本経済評論社、2008年3月、213-237 頁。
- マンフレッド・スティーガー(2010)『新版 グローバリゼーション』、櫻井公人・櫻井純理、高嶋正晴訳、岩波書店、2010年3月(原著:Manfred Steger, Globalization 2nd Edition, Oxford University Press, 2009.)(担当箇所:第 6 章「グローバリゼーションのエコロジー的次元」、「日本の読者のために」)。
- 山川俊和(2010)「国際環境政策——持続可能な発展を可能にするグローバル・ガバナンスを求めて」石田修・板木雅彦・櫻井公人・中本悟編『現代世界経済をとらえるVer.5』第 13 章、東洋経済新報社、2010年4月、211-226 頁。
- 山川俊和・藤谷岳・藤井康平(2010)「自然資源経済論研究の課題——2009 年度現地調査から」寺西俊一・石田信隆編著『自然資源経済論入門 1——農林水産業を見つめなおす』補章、中央経済社、2010年11月、351-361 頁。
- 山川俊和(2010)「アジアの経済動向——経済統合の進展と危機への対応」日本環境会議/「アジア環境白書」編集委員会編『アジア環境白書 2010/11』東洋経済新報社、2010年12月、278-283 頁。
- 山川俊和(2011)「自然資源経済と国際貿易——理論と政策に関する諸論点」寺西俊一・石田信隆編『自然資源経済論入門 2——農林水産業の再生を考える』中央経済社、2011年11月、279-295 頁。
- 山川俊和(2015)「世界経済から大学生活までを国際貿易で考える」高橋和幸・難波利光編『大学教育とキャリア教育』五絃社、2015年1月、37-44 頁。
- エリック・へライナー(2015)『国家とグローバル金融』矢野修一・柴田茂紀・参川城穂・山川俊和訳、法政大学出版局、2015年9月(原著:Eric Helleiner, States and the Reemergence of Global Finance, Cornell University Press, 1994.)(担当箇所:第 6 章「四つのターニング・ポイント」、第 7 章「金融自由化への転換」)。
- 山川俊和(2017)「再生可能エネルギーと地域発展——下関市の現状を中心に」難波利光編『地域の持続可能性——下関からの発信』学文社、2017年3月、117-128 頁。
- 山川俊和(2017)「企業活動のグローバル化と世界の労働・雇用」難波利光・坂本毅啓編『雇用創出と地域——地域経済・福祉・国際視点からのアプローチ』大学教育出版、2017年7月、155-166 頁。
- 山川俊和(2018)「貿易を通じた資源収奪と環境破壊」環境経済・政策学会編『環境経済・政策学事典』丸善出版、2018年5月、134-135 頁。
- 山川俊和(2018)「貿易と経済連携への新視角——東アジア地域との共生へ」寺西俊一・石田信隆・山下英俊編著『農家が消える——自然資源経済論からの提言』みすず書房、2018年10月、261-286 頁。
- 山川俊和・妹尾裕彦・鳴瀬成洋(2021)「国際貿易・投資の実態と貿易の基礎理論—国境を越える経済取引をとらえる」妹尾裕彦・田中綾一・田島陽一編『地球経済入門——人新世時代の世界をとらえる』法律文化社、2021年3月、40-58 頁。